# Selo Jorge Amado 100 anos
Selo Jorge Amado 100 anos é um selo postal brasileiro em homenagem ao centenário de nascimento do escritor Jorge Amado.
Foi emitido em 10 de novembro de 2012, através do edital numero 18/2012, e lançado em São Paulo/SP, Salvador/BA, São José do Rio Preto/SP e Itabuna, BA.

## Estampa
A página de selos do Correio Brasileiro apresenta a descrição do selo: "O selo destaca a figura do escritor, a fachada da Fundação Casa de Jorge Amadoe uma figura de mulher, simbolizando uma de suas personagens mais conhecidas do livro Gabriela, Cravo e Canela".